# Fenetyllin
Fenetyllin ist ein Arzneistoff, der als Sympathomimetikum und Stimulans genutzt wird. Er war unter dem Handelsnamen Captagon im Verkehr.
Die Substanz gehört zu den Weckaminen und hat mit den Wirkstoffen Amphetamin, sowie Methamphetamin,  den Phenylethylaminkern und den prinzipiellen Wirkmechanismus gemein. Deutliche Unterschiede bestehen jedoch in der Verstoffwechselung.
Fenetyllin ist gemäß BtMG Anlage III ein verkehrs- und verschreibungsfähiges Betäubungsmittel. Bis 2003 war in Deutschland das Arzneimittel Captagon zugelassen; bis 2010 war dies noch bei Apotheken im europäischen Ausland bestellbar. Seitdem ist Fenetyllin in Deutschland nicht mehr als Fertigarzneimittel erhältlich.

## Geschichte, Verwendung und Produktion
Fenetyllin wurde erstmals 1961 vom Chemiewerk Homburg, einer Tochtergesellschaft des deutschen Spezialchemieunternehmens Degussa, im Rahmen eines Untersuchungsprogramms zu Nebenwirkungen von Theophyllin-Derivaten synthetisiert. Es wurde im selben Jahr unter dem Namen Captagon als 50-mg-Tablette auf den deutschen Arzneimarkt gebracht und 25 Jahre lang als Alternative zu Amphetamin benutzt. Unter anderem wurde es zur medikamentösen Behandlung von ADHS eingesetzt, weniger gebräuchlich bei Narkolepsie oder als Antidepressivum, wobei sich die Indikation für Amphetamine in der Vergangenheit häufig änderte.
Es wurde auch bei Antriebsschwäche, insbesondere bei älteren Patienten aufgrund organischer Erkrankungen (z. B. Parkinson-Krankheit) oder anderen Ursachen, sowie nach schweren Erkrankungen oder Verletzungen (z. B. Kopfverletzungen) eingesetzt. In den 1950er Jahren waren Müdigkeit oder Asthma noch ein Anwendungsgebiet dieser Wirkstoffe.
Ein Problem ergibt sich durch die Tatsache, dass seit 1986 zwar Fenetyllin im „Schedule II of the United Nations (UN) Convention on Psychotropic Substances 1971“ aufgeführt ist, aber Theophyllin frei verkäuflich bleibt, weil es z. T. auch als Komponente für rezeptfreie Medikamente (z. B. gegen Asthma) zur Anwendung kommt; beide Edukte (Phenylaceton und Phenylessigsäure) sind in China wie auch in den USA kontrolliert. Dabei könnten illegale Captagon-Laboratorien weniger auffällig sein, und weil die beiden anderen Ausgangsstoffe in Europa produziert werden, sind chemische Fabriken in Europa, die auch synthetisches Koffein (methyliertes Theophyllin) für den legalen Markt (z. B. für Sport-Drinks) produzieren, möglicherweise auch die Lieferanten für die Ausgangsstoffe zur Synthese des illegalen Captagons. Diese Droge hat mittlerweile auch ihren Weg zurück nach Europa und auch Israel gefunden, wo sie von Drogenabhängigen konsumiert wird.
Die Abgabe von Fenetyllin unterlag ab 1986 der BtMVV, bis dahin war es mit normalem Rezept verordnungsfähig.
Seit es 1986 von UNODC in die Liste der gefährlichen Drogen aufgenommen wurde, ist es in vielen Ländern als illegaler Suchtstoff eingestuft. Fenetyllin steht auf der Verbotsliste der Welt-Antidoping-Agentur. In deren Labors wurden zwischen 2003 und 2005 Proben sechsmal positiv auf Fenetyllin getestet.
Seit den frühen 1990er Jahren wurde Fenetyllin auch illegal produziert oder möglicherweise von existierenden Lagerungen in europäischen Ländern in andere Gebiete umgeleitet. Nach 2009 wurden aber praktisch alle Lager des Stoffes in Europa vernichtet sowie die Synthese dieser Substanz eingestellt. Früher fand das Medikament Captagon zahlreiche Anwendungen gegen Narkolepsie, Übergewicht, aber auch bei Aufmerksamkeitsstörungen mit ähnlicher Indikation wie die Amphetamine. Seit jener Zeit wurde Fenetyllin dann nur noch illegal hergestellt, meist durch heimliche Synthese-Laboratorien in Nordafrika, dem Mittleren Osten, aber auch Bulgarien. Der Syntheseweg blieb dabei unverändert, und zweifelsfrei wird dafür Theophyllin und Phenylaceton verwendet.

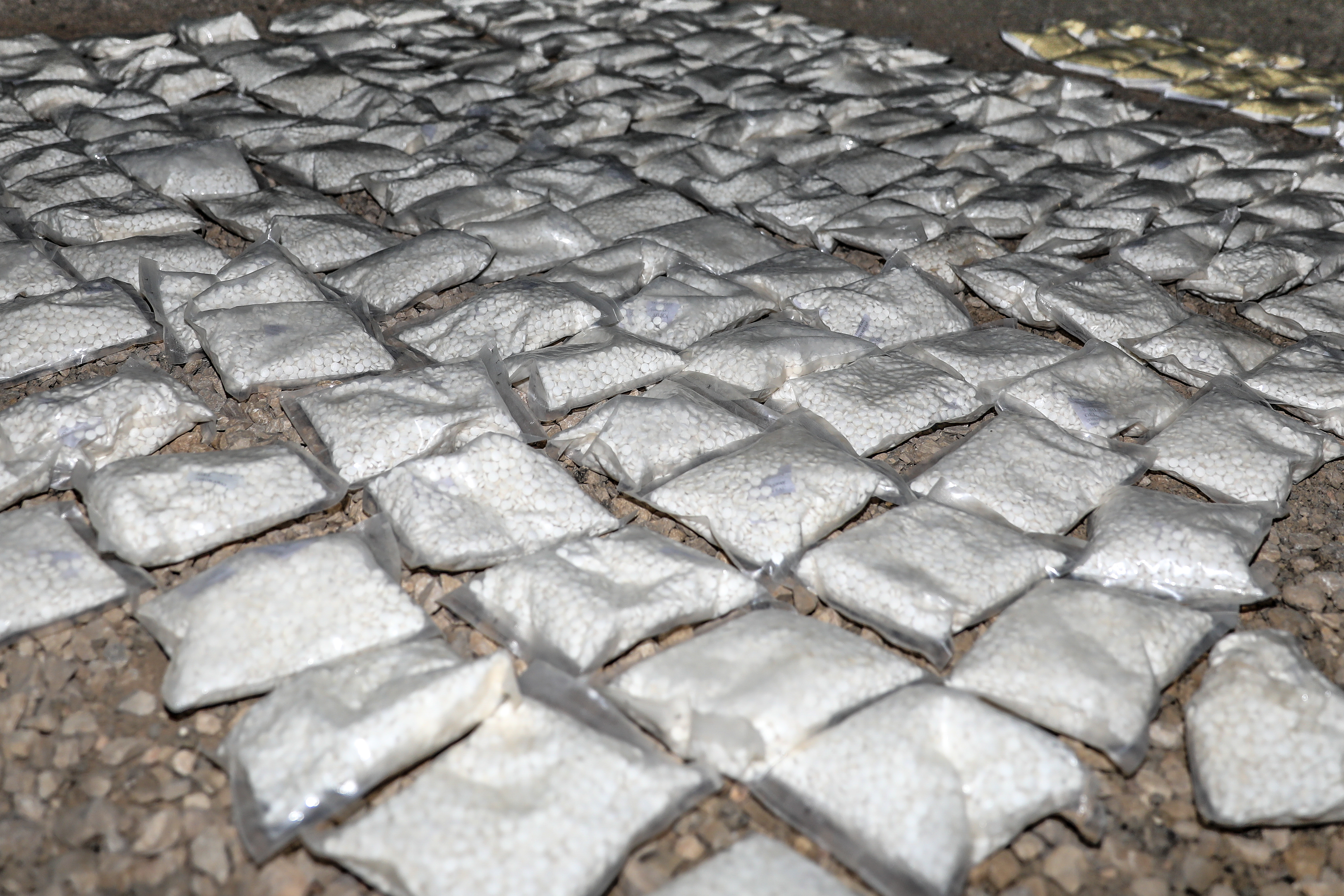
Fund in Syrien

In den frühen 2000er Jahren verlagerte sich die illegale Produktion von Captagon zunehmend in den Nahen Osten. 2010 wurde zunächst der Libanon zu einem Hauptproduktionsland.
Im syrischen Bürgerkrieg avancierte das Land 2013 zu einem der größten Produzenten und Verbraucher von Fenetyllin in der Region. In Syrien wurde das Aufputschmittel zur Leistungssteigerung der Kämpfer verwendet, während aus Exporten Geldmittel zur Beschaffung von Kriegsgerät generiert wurden. Laut zahlreichen Berichten freier Medien soll Mahir al-Assad, der Bruder des damaligen syrischen Präsidenten Baschar al-Assad, eine Schlüsselfigur des internationalen Schwarzhandels mit dem Präparat gewesen sein.
Anfang Dezember 2024 besetzten Rebellen große Teile Syriens und das Assad-Regime brach zusammen.
In Neapel wurde im Juli 2020 mit 14 Tonnen (84 Millionen Pillen) die bis dahin größte Drogenlieferung von Fenetyllin aus der syrischen Hafenstadt Latakia aufgespürt.
Erste Anzeichen für illegale Laboratorien wurden 2015 im Sudan gefunden. Wie bei der professionellen Synthese wurde Theophyllin als Ausgangsstoff verwendet. Theophyllin ist zwar ein Naturstoff, der unter anderem auch in Tee und Kaffee vorkommt, aber als Rohmaterial für die Synthese von Fenetyllin wird ebenfalls synthetisches Theophyllin verwendet. Nach 2015 verlagerte sich die illegale Produktion in den Mittleren Osten, wo Saudi-Arabien zum größten Verbraucherland wurde. Als Mittelpunkt dieser Produktion galt damals der Libanon und in zweiter Linie auch Syrien und Jordanien. Wie bei den meisten illegal hergestellten Tabletten wurde dabei oft weniger Fenetyllin festgestellt als ein Gemisch anderer Medikamente wie Amphetamin, Theophyllin, aber auch Koffein und ähnlichen Stoffen, was die toxische Wirkung noch bedenklicher macht. Es kann auch angenommen werden, dass die meisten dieser Ausgangsstoffe legal von westlichen Unternehmen vor allem in den Libanon transportiert werden und dann ihren Weg zu den illegalen Laboratorien nach Syrien finden. Weil Fenetyllin eng mit Amphetamin und Methyl-Amphetamin verwandt ist, gibt es auch zahlreiche Überschneidungen zwischen illegalen Amphetamin- und Fenetyllin-Synthesen.
Seit 2020 wird die illegale Produktion von Fenetyllin vermehrt mit der von der Islamischen Republik Iran unterstützten Milizarmee Hisbollah in Syrien in Verbindung gebracht. Im Januar 2024 flog die jordanische Luftwaffe in Grenzorten zu Syrien, wo man vermutet, dass die Miliz und die syrische Armee in solche Machenschaften verwickelt sind, Angriffe, um ein Drogenlabor und ein landwirtschaftliches Gut zu zerstören. Auch wird regelmäßig gemeldet, dass Drogenbosse in Syrien vermehrt Attentaten von unbekannter Seite zum Opfer fielen. Meist wurde oder wird das Captagon über Jordanien in andere arabische Länder geschmuggelt. Aus internationalen Polizeikreisen ist zudem zu hören, dass die bewaffneten Gruppen eng in den Waffen- und Sprengstoffhandel in Syrien verwickelt sind. Es wurde festgestellt, dass diese kriminellen Gruppen in Syrien (oft in Zusammenarbeit mit Vertretern der syrischen Streitkräfte) auch mit anderen Drogen wie Methamphetamin und Haschisch gehandelt haben, um ihre Aktivitäten zu finanzieren. Dabei wurde Anfang 2024 postuliert, dass der Drogenhandel im Mittleren Osten auch Verbindungen zum internationalen Terrorismus haben könnte.
In der Antwort auf eine Kleine Anfrage gab die deutsche Bundesregierung im Oktober 2024 an, dass der Marktwert der konfiszierten und in Syrien produzierten Droge Captagon seit 2019 den Wert von Syriens legalen Exporten übersteige. Laut dem Büro der Vereinten Nationen für Drogen- und Verbrechensbekämpfung stammten 82 Prozent der von 2019 bis 2023 international konfiszierten und einem Ausgangsort zuzuordnenden Captagon-Lieferungen aus Syrien, 17 Prozent aus dem Libanon.
Im März 2023 verhängte das amerikanische Office of Foreign Assets Control Sanktionen gegen Mitglieder der Familie von Präsident Assad, die mutmaßlich an Herstellung und Ausfuhr von Captagon beteiligt sind, sowie gegen libanesische Schmuggler.
Im Juli 2023 wurde in Regensburg das bislang größte Labor zur Captagon-Produktion in Deutschland ausgehoben. Dabei wurden rund 300 kg Captagon sichergestellt. Im Oktober 2023 wurden vier Personen in Aachen festgenommen, nachdem ihnen 460 Kilogramm an Captagon-Funden in den Monaten zuvor zugeschrieben wurden.

## Wirkung
Wie Amphetamin passiert Fenetyllin die Blut-Hirn-Schranke und löst dann eine Kaskade katecholaminerger Wirkungen im zentralen Nervensystem (ZNS) aus. Hinzu treten sympathomimetische Wirkungen auf das Herz-Kreislauf-System. Im Gegensatz zu Amphetamin hat Fenetyllin deutlich geringere Auswirkungen auf den Blutdruck, sodass es für Personen mit Herz-Kreislauf-Erkrankungen geeigneter sein könnte als Amphetamin. Diese moderaten Auswirkungen auf den Blutdruck lassen sich darauf zurückführen, dass Theophyllin als Vasodilatator wirkt, während Amphetamin als Vasokonstriktor wirkt.
Fenetyllin wird vom Körper in zwei aktive Stimulanzien metabolisiert: Amphetamin (24,5 % der oralen Dosis) und Theophyllin (13,7 % der oralen Dosis).
Zu den Wirkungen auf das ZNS gehört, ähnlich wie bei dem wirkungsverwandten Wirkstoff Methylphenidat, eine Veränderung des dopaminergen und noradrenergen Gehirnstoffwechsels. So wird laut aktueller Forschung davon ausgegangen, dass durch die Verminderung der Dopamintransporterdichte (DAT) am Corpus striatum eine höhere Dopaminkonzentration am synaptischen Spalt erfolgt, kurz die Dopaminkonzentration in Teilbereichen des Gehirns erhöht wird. Insbesondere erfolgt dies im präfrontalen Cortex (Frontallappen). Dies führt zu den typischen Amphetaminwirkungen wie erhöhte Aufmerksamkeit, Leistungsmotivation und andere.
Amphetamin wirkt, indem es durch den Dopamintransporter (DAT) in ein dopaminerges Neuron eindringt und von dort aus in die Vesikel, die Dopamin speichern gelangt. Innerhalb des Vesikels nimmt es Protonen auf, da es eine schwache Base ist, die primäre Aminogruppe -NH₂ hat ein Stickstoff Atom mit einem freien Elektronenpaar. Wenn der Protonengradient sinkt, wird Vesikuläre Monoamintransporter (VMAT2) nicht mehr angetrieben und Dopamin kann nicht mehr aktiv in den Vesikel transportiert werden, wodurch es durch die Membran diffundieren kann.                                                                                                                                                                                                Sobald Amphetamin den DAT passiert, verändert es dessen Struktur, sodass seine Transportrichtung umgekehrt wird. Dies geschieht durch eine Konformationsänderung der Bindungsstellen für positive Natrium- und negative Chlorid-Ionen. Normalerweise binden diese zusammen mit Dopamin von außen an den DAT und schaffen eine hochaffine Bindungsstelle für Dopamin. Dies tun sie, indem  die Chlorid Ionen eine Partialladung erschaffen (indem es Elektronen in Richtung Aminogruppe -NH₂, des Dopamins abstößt), die die positiv geladene Aminogruppe -NH₂ festhält, während das Natriumion Hydrophile Teilchen anzieht, die sich um die hydrophobe aromatische Ringstruktur des Dopamins und den hydrophoben Aminosäuren der Bindungstasche anlagern. Bindet das Dopamin Molekül an den DAT, löst dies eine Konformationsänderung aus, die dazu führt, dass der DAT nach innen geöffnet ist und sich die Bindungstaschen für die Ionen ändern, welche sich loslösen und dadurch die hochaffine Bindungsstelle verschwindet. Nun löst sich das Dopamin und der DAT öffnet sich wieder nach außen.                                                                                                                                          Amphetamin verändert aber diese Ionen Bindungsstellen, sodass sie Ionen von der Innenseite binden. Nun entsteht die hochaffine Bindungsstelle, wenn Dopamin von innen bindet und löst sich auf, sobald der DAT nach außen geöffnet ist. Das Dopamin wird also aus den Vesikeln befreit und danach aktiv in den synaptischen Spalt transportiert.                                                                                 Zudem kann Amphetamin TAAR1-Rezeptor aktivieren.

Theophyllin wirkt, ähnlich wie Coffein als Inhibitor an A2a-Adenosinrezeptoren, und reduziert so die Akkumulation von FosB, eines molekularen Schalters, der die Entwicklung von Abhängigkeiten fördert.                                                                                                                 Das Theophyllin bindet an die Adenosinrezeptoren allerdings aktiviert es sie nicht. Das liegt daran, dass es eine ähnliche Struktur wie Adenosin besitzt, ihm allerdings die Ribosegruppe und einige Hydroxygruppen fehlen, welche vermutlich entscheidend für die Konformationsänderung und damit, der Aktivierung des Rezeptors sind.
Theophyllin ist lipophober („fettabstoßender“) als Amphetamin. Durch die Anwesenheit von Theophyllin erreicht Fenetyllin die Neurotransmitter schneller und bleibt länger an den Zielrezeptoren. Dies hat zur Folge, dass die Wirkung von Fenetyllin stärker ist als die von Amphetamin allein.
Fenetyllin hat im Vergleich zu Amphetamin weniger Nebenwirkungen, und die Wahrscheinlichkeit der Entwicklung einer Abhängigkeit ist geringer.
Dieses Zusammenwirken der stimulierenden Wirkung ist auch bei anderen Kombinationen, wie Xanthin/Phenethylamin, beobachtet worden. Die Ergebnisse belegen spezielle Wechselwirkungen zwischen Amphetaminen und Xanthinen, die durch die Mischung von adenosinergen und dopaminergen Signalen erzeugt werden. Dies bietet somit eine Erklärung dafür, warum Theophyllin oder andere Xanthine in Amphetaminen beigefügt werden, anstatt nur reine Amphetamine zu verwenden.

### Missbrauch
Bei einer Überdosierung von Fenetyllin werden große Mengen der Neurotransmitter Noradrenalin und Dopamin aus den Speichervesikeln im zentralen Nervensystem freigesetzt. Dies kann zu Krämpfen, Herz-Kreislauf-Zusammenbruch und psychotischen Zuständen führen. In der Regel erfolgt die Applikation oral. Wie bei anderen Wirkstoffen dieser Art werden auch weitere Applikationsformen angewandt, die teilweise extreme Risiken bergen, wie im Folgenden beschrieben.
Die dauerhafte, hoch dosierte, nicht bestimmungsgemäße Einnahme von Fenetyllin führt zu einem ähnlichen Bild wie die hoch dosierte, dauerhafte, nicht bestimmungsgemäße Einnahme von Methamphetamin (meist in verunreinigter Form als Straßendroge Crystal Meth bekannt) bei nasaler, rektaler oder intravenöser Applikation.
Insbesondere sind dies der Angriff der (autonomen) Reserven des Körpers, die Verzehrung der Energiereserven (Körperfett, Muskelgewebe) sowie ein allmählicher Zerfall der Persönlichkeit. Bedingt ist dies hauptsächlich durch Schlafmangel (über mehrere Wochen), den deutlich erhöhten Energiebedarf und der damit einhergehende enorm rasche Verbrauch von Vitalstoffen wie Vitaminen, welche durch die sehr starke Appetithemmung (und dadurch mangelhafte Nahrungsaufnahme) nicht kompensiert werden. Ein solch extremer Missbrauch amphetaminartiger Wirkstoffe kann daher binnen weniger Wochen zum Tod führen.
Eine akute Überdosierung kann bei vorbestehenden Herz-Kreislauf-Erkrankungen zum plötzlichen Herztod führen, insbesondere, wenn die Überdosierung mit hoher körperlicher Beanspruchung einhergeht.
In weiteren Fällen kann infolge Flüssigkeitsmangels der Tod nach Herz-Kreislauf-Versagen eintreten, wenn extreme körperliche Beanspruchung über mehrere Stunden und eine hohe Dosis oder oft wiederholte Einnahme des Wirkstoffs zusammentreffen (z. B. in der Discothek).

### Doping
Der Bundesligatrainer Peter Neururer hat Doping mit Captagon im Fußball Ende der 1980er Jahre als „gang und gäbe“ bezeichnet. „Es ist mir bekannt, dass früher Captagon genommen worden ist. Viele Spieler waren verrückt danach“, wird Neururer zitiert: „Das war überall bekannt und wurde praktiziert. Bis zu 50 Prozent haben das konsumiert. Nicht nur in der zweiten Liga.“
Auch der damalige Nationaltorwart Toni Schumacher berichtete 1987 in seinem Buch Anpfiff vom Missbrauch von Captagon. Im August 2013 bestätigte Dieter Schatzschneider ebenfalls solche Dopingpraktiken im westdeutschen Profifußball.
Der ehemalige österreichische Fußball-Nationalspieler Werner Kriess berichtete 2015 von der weitverbreiteten Nutzung von Captagon zu seiner aktiven Zeit beim FC Wacker Innsbruck in den 1970er Jahren.

## Synthese
Zur Synthese von Fenetyllin (5) wird zunächst Theophyllin (1) mit 1-Iod-2-chlorethan (2) alkyliert, wobei 7-(2-Chlorethyl)theophyllin (3) erhalten wird. Anschließend wird 3 mit Amphetamin (4) zum Fenetyllin (5) umgesetzt.

## Identifizierung
Da es sich bei Fenetyllin um eine stark kontrollierte Droge handelt, sind verschiedene Identifizierungsmethoden erforderlich, um es zu regulieren. Viele Identifizierungsmethoden mit unterschiedlichen Proben wurden bisher getestet. Die Gaschromatographie mit Massenspektrometrie-Kopplung (GC/MS) hat sich als genaue Methode zur Identifizierung von Fenetyllin in festen Proben sowie in Urin- und Haarproben erwiesen.